# Wave Sound Decorator
Wave Sound Decorator（ウェーブ サウンド デコレーター）とは、YAMAHAによって開発、無料配布されている音声データ変換編集ツールである。

## 概要
WSDでは、Microsoft Wave形式(.wav/.wave)及び、Apple AIFF形式(.aif/.aiff)のオーディオファイルからキャリアがau（KDDI／沖縄セルラー電話連合）/ソフトバンクモバイル/イー・モバイル(現・ワイモバイル)の携帯電話(ガラパゴスケータイ・フィーチャーフォン)用のSMAFファイル(.mmf)を作成できる。
なお、NTT DoCoMo(現・docomo)から発売された携帯電話、iPhone・Androidスマートフォン・Windows Mobile・Androidガラケー(ガラホ)等には非対応である。
ソフトウェア本体は英語だが、有志による日本語化パッチ(ミラー)が存在する。

## 主な機能
- ノーマライズ
  - 音量を歪ませることなく、可能な限り音を大きくする。

- トリミング
  - オーディオデータを切り出す。

- フェードイン
  - 選択範囲のオーディオデータを徐々に大きくしていく効果を付与する。

- フェードアウト
  - 選択範囲のオーディオデータを徐々に小さくしていく効果を付与する。

- 『着うた情報』ウィンドウ
  - 作ったSMAFファイルにベンダー名、キャリア名などの情報を付与する。

## 沿革
- 2004年12月24日 Windows版WSD1.0.0公開
  - WSC-MA2-SMAFに変わる形で公開された。
    - MA-2に加えMA-3/MA-5に対応。(MA-xについては後述)
    - チャンネル/サンプリングレートの変更機能追加
    - 波形編集機能追加
- 2005年
  - 4月6日 Macintosh版WSD1.0.0公開
    - 主にWindows版WSD1.0.0と機能は同じ

  - 11月1日 Windows版WSD1.1.0公開
    - MA-7に対応
- 2010年3月9日 Windows版WSD1.1.2公開
  - 対応OSの変更
    - Windows Vista追加
    - Windows 2000削除

## 日本語化パッチについて
WSDは2016年3月末をもってYAMAHAのサイトから削除されているため、有志によって違う手段でインストールするための新たな日本語化パッチ(ダウンロードリンク)が制作されている。

## 沿革 (日本語化パッチ)
- 2012年11月3日 WSD1.1.2 非公式日本語化版 (作:Kodey) 公開

- 2017年1月3日 WSD1.1.0 日本語版 (以下 作:fase7499) 公開
  - 非公式日本語化版を元に誤訳の修正等をし、一から作り直したもの
  - WSD1.1.2が2016年３月末をもって配布終了していたため、サルベージされたWSD1.1.0を基に制作された。
- 2017年1月7日 WSD1.1.2 日本語版 公開
  - 1.1.0 日本語版から翻訳精度が大幅に向上
  - WSD1.1.2はInternet Archiveから引用
- 2017年1月15日 WSD1.1.2 日本語版 第二版 公開
  - ダイヤログ等のフォントをMS UI GothicからMeiryo UIに変更
    - 高精細化のため

  - 誤植を修正
- 2017年5月4日 WSD1.1.2J公開
  - 対応OSの変更
    - Windows 7/8.x/10追加
    - Windows XP/Vista削除
- 2017年5月13日 WSD1.1.2J_R2公開

## SMAF/MA-xについて
SMAF/MA-xとは、SMAFフォーマットの名称で、YAMAHAが開発し、auやソフトバンクモバイル、イー・モバイルのヤマハ製のMAシリーズの音源チップが搭載された携帯電話などで使われる音声ファイルフォーマット。
SMAF/MA-xには、SMAF/MA-1･SMAF/MA-2･SMAF/MA-3･SMAF/MA-5･SMAF/MA-7･SMAF/HVの6つがあり、詳細は以下のようになっている。
- SMAF/MA-1…最大4音
  - 音源LSI 「MA-1, 2, 3, 5, 7」で再生可能なSMAFのこと。

- SMAF/MA-2…最大16音
  - 音源LSI 「MA-2, 3, 5, 7」で再生可能なSMAFのこと。

- SMAF/MA-3…最大40音
  - 音源LSI 「MA-3, 5, 7」で再生可能なSMAFのこと。

- SMAF/MA-5…最大64音
  - 音源LSI 「MA-5, 7」で再生可能なSMAFのこと。

- SMAF/MA-7…最大128音
  - 音源LSI 「MA-7」で再生可能なSMAFのこと。

- SMAF/HV
  - 音源LSI「MA-5, 7」で再生可能なHV(「Humanoid Voice」の略で、人の声をシミュレートする音声合成機能のこと)入りSMAFのこと。

WSDはSMAF/MA-2･SMAF/MA-3･SMAF/MA-5･SMAF/MA-7(Mac版ではSMAF/MA-7に非対応)に対応している。